# Deutscher Pazifistischer Studentenbund
Le Deutscher Pazifistischer Studentenbund (Union étudiante pacifiste allemande) est une association pacifiste d'étudiants de la République de Weimar fondée par Kurt Lenz en 1920.

## Histoire
Cette organisation étudiante a été fondée en octobre 1920 lors du Congrès pacifiste allemand (Deutsches Friedenskartell, DFK) à Brunswick. Elle a pour buts la réconciliation avec les anciens opposants à la guerre et la coopération internationale.
Les centres du l'association sont situés principalement dans les grandes universités telles que Berlin, Francfort sur le Main, Cologne et brièvement Hambourg. Elle collabore avec l'Association du Reich des étudiants démocrates allemands (Reichsbund Deutscher Demokratischer Studenten, l' Union des étudiants socialistes allemands et autrichiens (Sozialistische Studentenschaft Deutschlands und Österreichs) , ainsi qu'avec des groupes liés au mouvement pacifiste catholique et protestant.